# Diamond Head
Diamond Head (с англ. — «Алмазная голова») — британская хеви-метал-группа, сформированная в 1976 году в городе Стоурбридж (Англия). Группа была одной из ведущих в движении Новой волны британского хэви-метала (NWOBHM), и является вдохновителем творчества таких групп как Metallica и Megadeth.

## История группы

### Ранняя история (1976—1984)
Брайан Татлер (Brian Tatler) и Дункан Скотт (Duncan Scott) вместе начали писать музыку в начале 1976 года. Брайан играл на дешёвой fuzz-гитаре, а Дункан на оловянных банках из-под бисквитного печенья. У Татлера был плакат с обложкой альбома Фила Манзанеры (Phil Manzanera), выпущенного в 1975 году под названием «Diamond Head», и он был уверен, «что это неплохое название для группы». Но нужен был вокалист. Они устроили прослушивание некоторых школьных приятелей. Кто-то из них упомянул, что слышал, как Шон Харрис (Sean Harris) поёт в автобусе «Be Bop A Lu La». Брайан попросил Шона исполнить что-нибудь и после первой же песни пригласил в команду. Колин Кимберли (Colin Kimberley), друживший с Брайаном с начальной школы, стал последним необходимым группе участником.
Первая демозапись была сделана в 1978 году на студии в Киддерминстере. Использовалась она для организации концертов. Копия была отправлена Джеффу Бартону (Geoff Barton) из «Sounds». Музыка произвела должное впечатление, и Бартон, добавив группу в список любимых, организовал интервью. Постоянные концерты сыграли свою роль — Diamond Head открывали выступления AC/DC и Iron Maiden. В начале 1980 года группа создаёт компанию «Diamond Head Music», как средство для самофинансирования. Первый сингл «Shoot Out The Light», содержащий на обратной стороне «Helpless» записан на «Happy Face Music».
Затем они записывают пластинку, ставшую их первым официальным альбомом. Как и четвёртый винил Led Zeppelin, он не получил официального названия и упоминается обычно как «White Album» или «Lightning To The Nations». Сначала была изготовлена тысяча копий с пустой белой обложкой. На всех копиях были автографы каждого участника коллектива. Получить такую пластинку можно было либо на концерте, либо почтой за три с половиной фунта стерлингов. На обложке следующей тысячи копий был отпечатан список песен — семь классических композиций, среди которых «Am I Evil?», «The Prince» и «Sucking My Love».
Следующей записью стал сингл «Sweet And Innocent» с пластинки «White Album», вторая сторона содержала новую песню «Streets Of Gold». Ещё две новых композиции были записаны в студии «DHM Records» и вышли двойным синглом «Waited Too Long» и «Play It Loud». Двенадцатидюймовый миньон «The Diamond Lights», вышедший вскоре после этого, кроме уже известной «It’s Electric» содержал три новых песни «We Won’t Be Back», «Diamond Lights» и «I Don’t Got».
В конце 1981 года группа подписывает договор с «MCA Records». Их первой совместной работой стал мини-альбом «Four Cuts» с композициями «Call Me», «Trick Or Treat», «Dead Reckoning», а также изменённой «Shoot Out The Lights». Второй работой стал сингл «In The Heat Of The Night», записанный перед альбомом «Borrowed Time». Двойной сингл с концертными версиями «Play It Loud» и «Sweet And Innocent» был сведён в июне 1982 года из записи в клубе «Zig-Zag Club». На виниле было и интервью участников группы.
Спустя несколько недель Diamond Head великолепно отыграли на «Reading Festival». В программе были как старые, так и новые песни. «Живая» версия «Sucking My Love» позже была выпущена на миньоне «Out Of Phase». И даже 10 лет спустя её можно было услышать в эфире BBC. В конце сентября 1982 года вышел альбом «Borrowed Time», добравшийся в британских чартах до 24 места. В октябре и ноябре прошло 12-дневное турне по королевству в поддержку нового альбома.
В 1983 году на свет появился сингл «Makin’ Music», который должен был стать предшественником одноимённого альбома. Однако альбом вышел под названием «Canterbury». Во время записи альбома группу покинули Дункан Скотт и Колин Кимберли. Колина сменил Мерв Голсуорси (Merv Goldsworthy), хотя несколько треков на пластинке записаны ещё с Кимберли. Робби Франс (Robbie France) сел за барабанную установку. Первые 20 тысяч копий альбома вышли с дефектом — игла перепрыгивала первый трек. Это не могло не сказаться на продажах. В конце концов альбом занял в чартах 32-ю позицию.
Вышедший следом второй «кентерберийский» сингл группы «Out Of Phase», на обратной стороне содержал песню «Kingmaker». Летом 1983 года группа отыграла на «Donnington Rock Festival» и сразу после этого приняла в свои ряды клавишника Джоша Филипса-Горса. В сентябре команда завершила совместное с Black Sabbath европейское турне. И в октябре отыграла серию концертов в поддержку альбома «Canterbury».
В 1984 году Diamond Head готовится к выпуску четвёртого альбома «Flight East», но «MCA» разрывает с ними контракт. После неудачной попытки менеджера группы заключить контракт с «MIDEM», группа распадается.

### Вновь вместе. Девяностые (1991—1994)
Состав собрался вновь, чтобы вместе с Metallica сыграть «Helpless» и «Am I Evil?» на одном из их шоу в Бирмингеме.
В следующем году Брайан и Шон воссоздают команду с барабанщиком Карлом Уилкоксом (Karl Wilcox) и басистом Эдди Муханом (Eddie Moohan). Играя только новый материал, группа завершила небольшой тур по клубам Великобритании под псевдонимом «Dead Reckoning». Стало очевидным, что Diamond Head вернулись. На студии были записаны песни, которые должны были быть в мини-альбоме «Rising Up». Вместо этого только два трека вышли на двенадцатидюймовом диске. «Wild On The Streets» появилась ещё в 1978 году, но ранее так и не была доработана и записана. «Can’t Help Myself» появилась на обороте сингла.
Последовали два продолжительных клубных тура. Во время записи альбома «Death and Progress» Кейос был заменён Питом Вуковичем (Pete Vukovic). К альбому приложили руку и знаменитые гости — Дэйв Мастейн (Dave Mustaine) из Megadeth играл и участвовал в сведении композиции «Truckin’». Тони Айомми из Black Sabbath добавил в «Starcrossed» отличное соло.
Перед выходом альбома команда открывала шоу Milton Keynes Bowl 5 июня 1993 года, где играли Megadeth и Metallica. Их же фанатам было продано более 50 тысяч копий альбома. Это шоу в 1994 году было выпущено под названием «Evil Live». Запись включала и некоторые треки с «Death And Progress». Само же шоу стало последним для Diamond Head на долгие 7 лет.

### Новый виток истории (2000—2004)
В 2000 году Харрис и Татлер реформировали группу с гитаристом Флойд Бреннаном и провели серию коротких акустических концертов, в том числе слот поддержки с Budgie, которая закончилась выходом Acoustic EP. Группа начала турне и снова делает полный электрический шоу с Муханом и Уилкоксом обратно в группе. В этом туре Diamond Head играли свой первый концерт в США. Группа вернулась в студию, чтобы записать новый альбом под названием Host, однако группа закончила в разногласии, как Харрис пожелал альбом высовываться под новым именем, как начать новую жизнь. После нескольких лет Татлер и группа терпели творческие желания Харриса, Diamond Head и Шон Харрис, наконец, пошли разными путями. Хотя Харрис выпустил пресс-релиз на BLABBERMOUTH.NET [9], что говорит, что, насколько он был обеспокоен тем, он имеет такое же право в связи с названием Diamond Head, как кто-либо другой, и что, насколько он был обеспокоен, что он все еще был в группе.

## Официальная дискография
Студийные альбомы:
- 1980 — Lightning to the Nations
- 1982 — Borrowed Time
- 1983 — Canterbury
- 1993 — Death and Progress
- 2005 — All Will Be Revealed
- 2007 — What’s in Your Head?
- 2016 — Diamond Head
- 2019 — The Coffin Train
- 2020 — Lightning to the Nations 2020

Концертные альбомы:
- 1992 — The Friday Rock Show Sessions / Live at Reading
- 1994 — Evil Live
- 2000 — Live — In the Heat of the Night
- 2006 — It’s Electric
- 2010 — Live at the BBC

Синглы и мини-альбомы:
- 1980 — «Shoot Out the Lights»
- 1980 — «Sweet and Innocent»
- 1981 — «Waited Too Long» / «Play It Loud»
- 1981 — Diamond Lights (EP)
- 1982 — Four Cuts (EP)
- 1982 — «In the Heat of the Night»
- 1982 — Call Me (EP)
- 1983 — «Makin’ Music»
- 1983 — «Out of Phase»
- 1983 — «Sucking My Love»
- 1993 — «Wild on the Streets» / «I Can’t Help Myself»
- 2002 — First Cuts Acoustic (EP)

## Состав
Нынешний состав
- Брайан Татлер — соло-гитара, бэк-вокал (1976—1985, 1991—1994, 2000-наши дни)
- Карл Уилкокс — ударные (1991—1994, 2002-наши дни)
- Энди Эбберли — ритм-гитара (2006-наши дни)
- Расмус Андерсен — вокал (2014-наши дни)
- Дин Эштон — бас-гитара, бэк-вокал (2016-наши дни)

Бывшие участники
- Дункан Скотт — ударные (1976—1985)
- Шон Харрис — вокал, ритм-гитара (1976—1985, 1990—1994, 2000—2004)
- Эдди Мухан — бас-гитара (1991—1992, 2000—2016)
- Колин Кимберли — бас-гитара, бэк-вокал (1978—1983)
- Мервин Голдсворти — бас-гитара (1983—1985)
- Дейв Вильямсон — бас-гитара (1976—1977)
- Пит Вукович — бас-гитара (1992—1994)
- Флойд Бреннан — ритм-гитара (2000—2002)
- Адриан Миллс — ритм-гитара (2003—2006)
- Ник Тарт — вокал (2004—2014)

Сессионные участники
- Джош Филлипс-Джорс — клавишные (1983—1985)
- Робби Франс — ударные (1983—1985; умер 2012)

## Влияние на Metallica
Diamond Head предположительно наиболее знаменита среди поклонников хэви-метала за её влияние на Metallica, которые ссылаются на группу, как на важный вдохновитель их ранней музыки, и часто играют каверы Diamond Head на своих концертах. Харрис даже был приглашён в Metallica перед записью их второго альбома в качестве вокалиста (в те годы «металликовцы» сомневались в Джеймсе Хэтфилде, как в исполнителе вокальных партий), но отказал группе. В ранние годы Metallica часто на своих концертах играла каверы таких песен как «Sucking My Love», «Am I Evil?» и «The Prince», и публика воспринимала эти песни как песни Metallica, потому как в США почти никто не был знаком с творчеством Diamond Head и Новой волны британского хэви-метала в целом. Самая ранняя запись каверов этих песен существует в виде репетиционной демозаписи, сделанной в доме первого басиста Metallica Рона МакГовни (Ron McGovney) в марте 1982 года. Демозапись Metal Up Your Ass (концертное демо, 29 ноября 1982) включает в себя концертную версию песни «Am I Evil?». Также была сыграна «The Prince», но плёнка магнитофона кончилась и песню не удалось записать.
Первый релиз песни «Am I Evil?» появился в 1983 году на мини-альбоме Creeping Death (23 ноября 1984) вместе с ещё одной классической песней движения NWOBHM — «Blitzkrieg» одноимённой группы.
«Helpless» впервые появилась на мини-альбоме The $5.98 E.P.: Garage Days Re-Revisited (21 августа 1987), а «The Prince» был включён в сингл «Harvester of Sorrow» (октябрь 1988).
Официальные записи каверов «Helpless», «Am I Evil?» и «The Prince» также присутствуют на двухдисковом альбоме Metallica Garage Inc. (24 ноября 1998). Альбом состоит целиком из каверов. На первом диске альбома содержатся новые каверы, один из которых — это кавер Diamond Head «It’s Electric».
DIAMOND HEAD were 50% of what ended up being METALLICAЛарс Ульрих